# Вакуоль

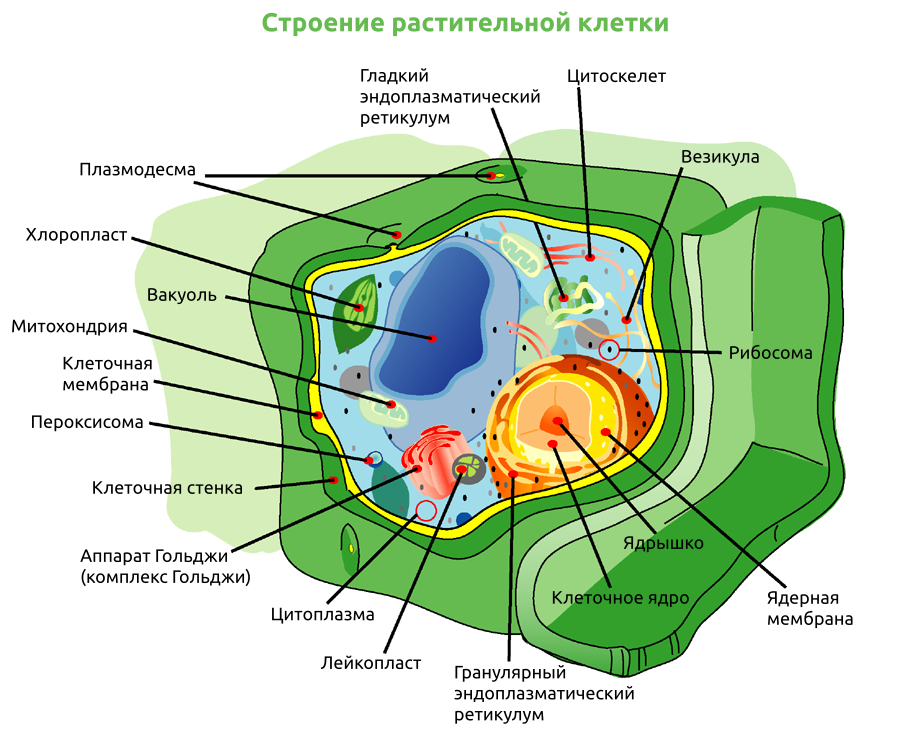
Строение растительной клетки

Вакуо́ль (лат. vacuus — пустой) — большая одномембранная органелла в центральной части растительной клетки (есть также в клетках животных и грибных клетках, но размер их вакуолей значительно меньше), заполненная клеточным соком; содержится в некоторых эукариотических клетках. Мембрана, в которую заключена вакуоль, называется «тонопласт», а содержимое вакуоли — «клеточный сок». Клеточный сок состоит из воды и растворенных в ней веществ, а также из моносахаридов, дисахаридов, танинов, углеводов, неорганических веществ (нитраты, фосфаты, хлориды и др.) и органических кислот.
Различают пищеварительные и сократительные (пульсирующие) вакуоли, регулирующие осмотическое давление и служащие для выведения из организма продуктов распада.

## Общие сведения и функции
Функции и значение вакуолей значительно варьируются в зависимости от типа клетки, в которой они присутствуют, и имеют гораздо большее значение в клетках растений, грибов и некоторых протистов, чем у животных и бактерий. В целом, список функций вакуолей включает в себя:
- накопление и хранение воды
- регуляция водно-солевого обмена
- поддержание тургорного давления
- накопление запасных водорастворимых веществ
- откладывание растворимых пигментов, определяющих окраску цветов и плодов (антоцианины)

- содержат гидролитические ферменты (как лизосомы)
- участвуют в «захоронении» отбросов (конечных продуктов метаболизма)
- Иногда вакуоли разрушают токсичные или ненужные в клетке вещества. Обычно это выполняется специальными небольшими вакуолями, содержащими соответствующие ферменты. Такие вакуоли получили название лизосомных.
- активный транспорт и накопление некоторых ионов

Вакуоли имеются не только в растительных, но и в животных клетках, однако в растительных клетках они особенно заметны благодаря своим крупным размерам. Такие вакуоли обычно занимают большую часть растительной клетки, а ядро, хлоропласты, митохондрии и прочие находящиеся в цитоплазме органеллы оттеснены к периферии. В центральной вакуоли растительной клетки могут накапливаться красные, синие и пурпурные пигменты, молекулы питательных веществ, соли и другие соединения. Вакуоль-подходящее место и для хранения ядовитых веществ; находясь здесь, они не могут нанести вред цитоплазме или каким-либо органеллам. Например, у некоторых акаций в вакуолях содержатся цианиды. До тех пор пока они остаются в интактных вакуолях, эти цианиды растению не вредят. Если, однако, какое-нибудь животное начнет щипать его листья, то клетки разрушатся, цианид выделится из разорванных вакуолей и животное отравится. (Самому растению урон от этого выделившегося цианида невелик, так как клетки его все равно уже будут разрушены.)

## Открытие
Сократительные вакуоли впервые в истории были открыты Ладзаром Спалланцани (1776) во время изучения простейших. Он ложно принял их за органы дыхания. В 1841 году Феликс Дюжарден назвал эту одномембранную органеллу вакуолью. В 1842 году Маттиас Шлейден применил этот термин для растительных клеток, чтобы отличить структуру с соком клетки от остальной протоплазмы.
В 1885 году Хуго Де Фриз назвал мембрану вакуоли тонопластом.

## Бактериальная клетка
Вакуоли встречаются в трёх родах филаментных серобактерий: Thioploca, Beggiatoa и Thiomargarita. Цитозоль чрезвычайно редуцирован в этих родах, и вакуоль может занимать 40-98 % клетки. Вакуоль содержит в себе высокие концентрации нитрат-ионов, и поэтому считается накопительной органеллой.
Газовые везикулы, также известные как газовые вакуоли, являются нанокомпозитами, которые свободно проницаемы для газа и присутствуют у некоторых видов цианобактерий. Они позволяют бактериям контролировать свою плавучесть.

## Растительная клетка
Большинство зрелых растительных клеток имеют одну большую вакуоль, которая обычно занимает более 30 % объёма клетки, и может занимать до 80 % объёма у определённых типов клеток при определённых условиях. Большинство растений содержат в вакуолях химические вещества, которые способны реагировать с веществами в цитозоле при разрушении клетки, образуя токсичные или ядовитые вещества. В чесноке аллиин находится в цитоплазме, а фермент аллициназа (находится в цитоплазме). Они обычно отделены друг от друга, и никак не контактируют, но при разрушении вакуоли реагируют и образуют аллицин. Аллицин представляет собой маслянистую слегка желтоватую жидкость, которая придаёт чесноку уникальный запах.

## Образование вакуолей
Вакуоли развиваются из мембранных пузырьков — провакуолей. Провакуоли являются производными эндоплазматического ретикулума и комплекса Гольджи, они сливаются и образуют вакуоли. Вакуоли и их содержимое рассматриваются как обособленный от цитоплазмы компартмент.

## Строение
Для большинства зрелых клеток характерна центральная вакуоль. Вакуоли особенно хорошо заметны во многих зрелых клетках растений, так как они составляют более половины объёма клетки, при этом они могут сливаться в одну. При этом вакуоль настолько крупна, что занимает 75-90 % объёма клетки, так, что протопласт (живое содержимое клетки) располагается в виде очень тонкого постенного слоя, выстилающего клеточную оболочку.
Вакуоли содержатся почти во всех растительных клетках. Они представляют собой полости в клетке, заполненные обычно водянистым содержимым — клеточным соком. Клеточный сок представляет собой, как правило, водный раствор различных веществ, являющихся продуктами жизнедеятельности протопласта. Основной компонент — вода. В ней накапливаются многочисленные соединения — минеральные или органические. Реакция клеточного сока обычно слабокислая или нейтральная, реже щелочная (рН 3-5). Вещества, входящие в состав клеточного сока, разнообразны — это неорганические вещества (нитраты, фосфаты, хлориды и др.), углеводы (сахара и полисахариды), белки, органические кислоты и их соли, алкалоиды, гликозиды, пигменты, танины, фитонциды и другие органические соединения, растворимые в воде.
От цитоплазмы клеточный сок ограничен избирательно проницаемой вакуолярной мембраной — тонопластом (не путать с тонопластом хлоропласта) (лат. tonus — напряжение; греч. платос — оформленный), выполняющим барьерную и транспортную функцию.